# Nikolaus Messmer
Mons. Nikolaus Messmer, S.J. (19. prosince 1954 Karaganda, Kazašská sovětská socialistická republika, Sovětský svaz – 18. července 2016 Biškek, Kyrgyzstán) byl katolický biskup, první apoštolský administrátor Apoštolské administratury Kyrgyzstán od roku 2006 do své smrti v roce 2016.

## Život
Pocházel z původní německé katolické rodiny, která byla v 50. letech 20. století za komunistického režimu odsunuta do střední Asie spolu s celou německou, ale také polskou a litevskou komunitou z oblasti Povolží. Byl jediným biskupem v této zemi s muslimskou většinou. Do Tovaryšstva Ježíšova vstoupil v roce 1975 a kněžské svěcení přijal v roce 1989. Sídlil v Biškeku, kde také stojí jediný kostel v zemi, který byl vybudován německou menšinou v roce 1969. Apoštolská administratura v Kyrgyzstánu je tvořena třemi farnostmi, ustanovil ji 18. března 2006 papež Benedikt XVI. a zesnulý biskup Nicolaus Messmer byl jejím prvním administrátorem. Zemřel v nemocnici v Biškeku ráno 18. července 2016.